# Дом А. И. Лобковой

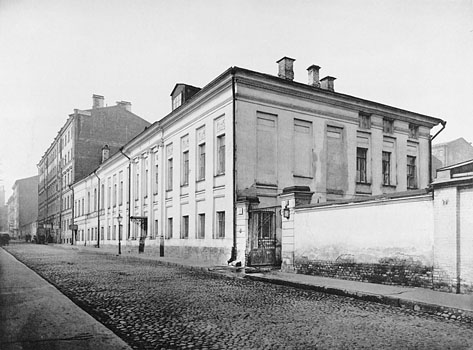
Дом А. И. Лобковой в 1913 году

Дом А. И. Лобковой — особняк, расположенный в центре Москвы (Козицкий переулок, дом 5). Построен в конце XVIII века. Имеет статус объекта культурного наследия федерального значения. В настоящее время дом занимает Государственный институт искусствознания.

## История
В конце 1780-х годов отставной генерал-поручик Ф. М. Шестаков приобрёл в Козицком переулке участок из нескольких владений. Он заказал архитектору М. Ф. Казакову строительство каменного особняка. Изначально была сооружена только правая часть нынешнего здания и флигель с левой стороны. После смерти Ф. М. Шестакова дом унаследовал его родственник В. Д. Лобков. После смерти Лобкова в 1795 году его вдова Анна Ивановна Лобкова достроила усадебный дом, и он приобрёл современный вид. В этом доме провёл детство её сын, С. А. Соболевский, библиограф и друг А. С. Пушкина.
Дом не пострадал во время пожара 1812 года. В 1820 году А. И. Лобкова продала свой дом князю Б. А. Голицыну, но осталась в нём жить в качестве квартирантки. В 1828 году владелицей дома стала статская советница В. А. Глебова, которая сдавала его в наём. В 1860 году владельцем особняка стал архитектор М. О. Лопыревский. При нём квартиры по-прежнему сдавались в наём. Квартиры в этом доме в разное время снимали певица Е. П. Риччи, историк В. О. Ключевский, артист И. В. Самарин, экономист И. К. Бабст. В конце XIX века в доме была открыта типография Московского городского общественного управления.
В 1920-х годах дом был приспособлен под общежитие вузов. В этом общежитии жил поэт А. Т. Твардовский. С 1960-х годов в здании размещается Институт искусствознания Академии наук. Дом А. И. Лобковой и его интерьеры были отреставрированы под руководством архитектора А. В. Оха.
На 2022 год запланирована реставрация здания

## Архитектура
Самая старая часть здания выделена вертикальными нишами и ионическим пилястровым портиком. Построенная позднее левая часть (флигель) имеет узкий фасад в три окна. Через несколько лет флигель и главный дом были соединены двухэтажным корпусом с арочным въездом во двор. Фасад здания украшен лепниной. Над окнами второго этажа размещены симметричные орнаментальные композиции, а над окнами портика — головки в ромбах.
Парадный вход в здание изначально был в его центральной части, а после перестройки он расположился в арочном проезде и ведёт в вестибюль с лестницей. Хорошо сохранилась гостиная второго этажа с овальным альковом.